# ESL Intel Extreme Masters

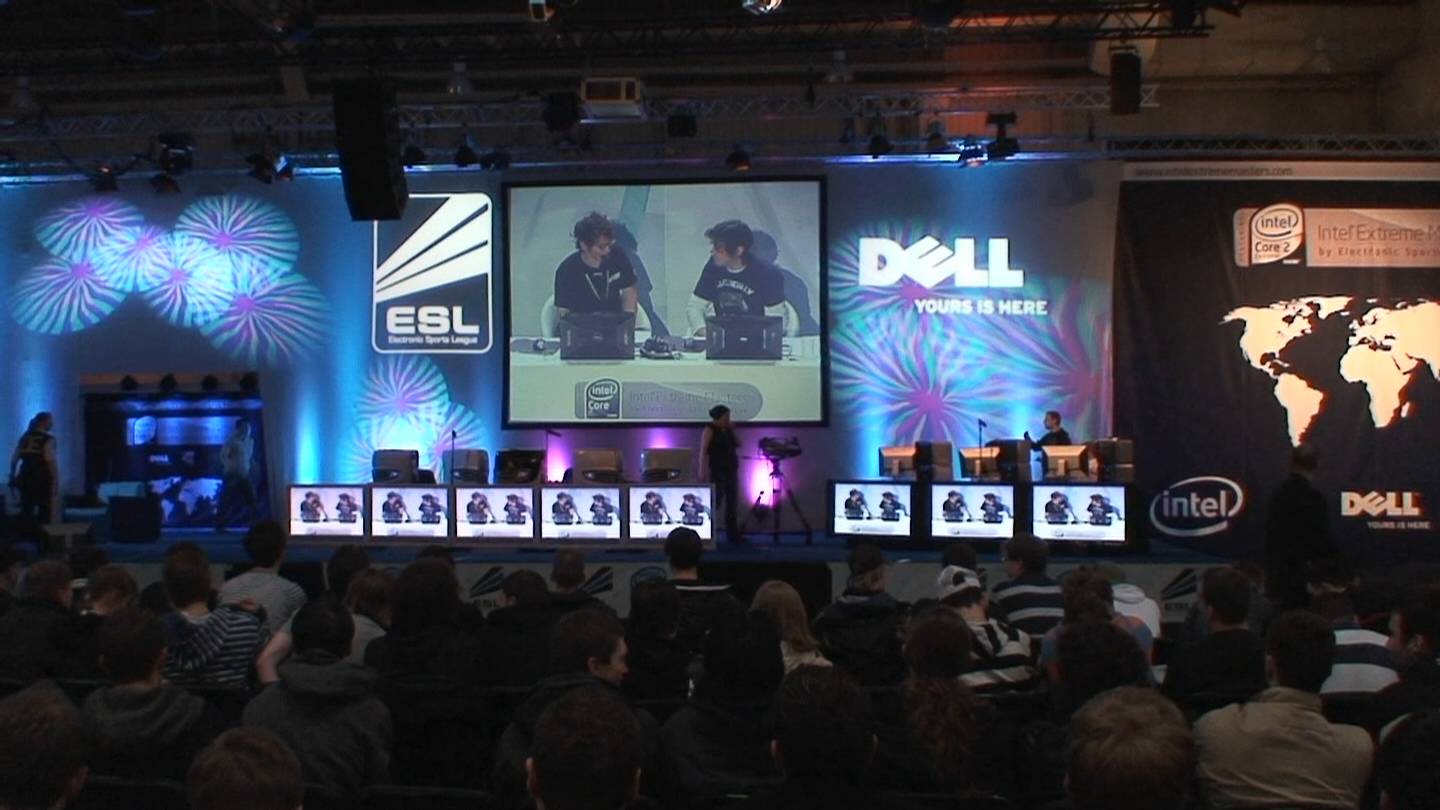
Intel Extreme Masters auf der CeBIT 2009

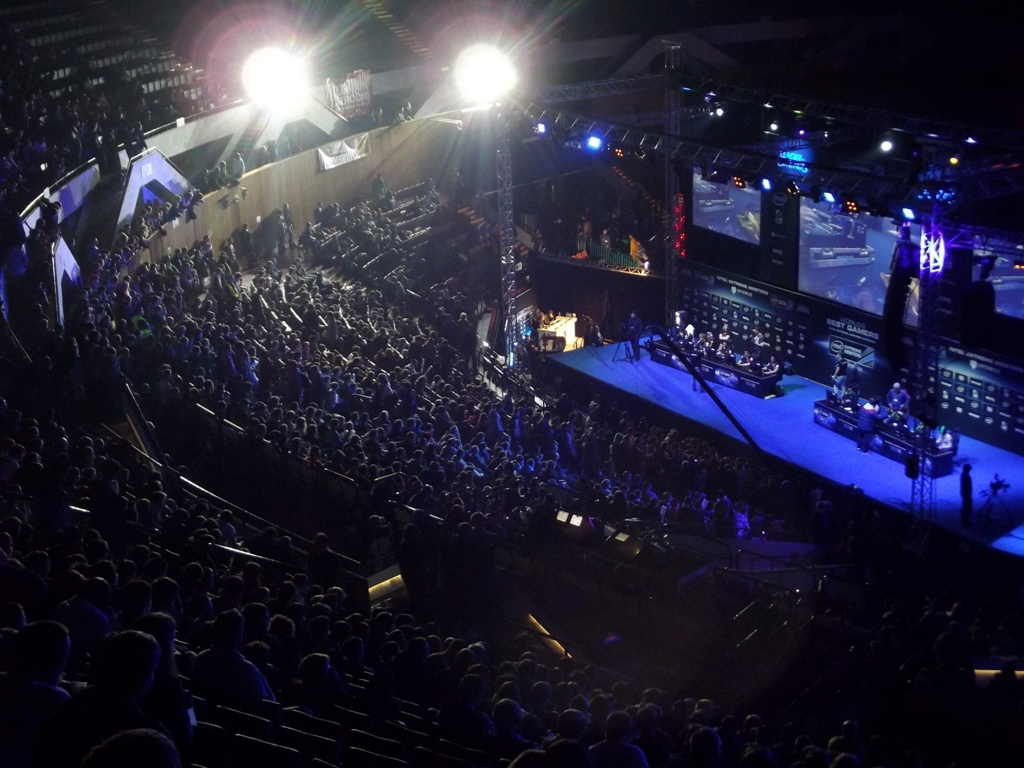
IEM im Spodek, Katowice 2013

Die Intel Extreme Masters (IEM) sind eine Reihe von E-Sport-Turnieren und stellen die weltweit höchste Spielklasse der Electronic Sports League (ESL) dar. Erstmals ausgetragen wurden sie 2007. Seitdem wurden über 20 Millionen Dollar Preisgeld in verschiedenen Disziplinen ausgespielt.
Jede Saison werden mehrere Turniere (früher auch Global Challenges genannt) in verschiedenen Städten ausgetragen, bevor am Ende der Saison als Höhepunkt die World Championship ausgetragen werden. Bis 2013 fand der Saisonhöhepunkt auf der CeBIT-Messe in Hannover statt. Seit 2014 ist das polnische Katowice Austragungsort des Saisonfinales. Zwischen der dritten und fünften Saison gab es auch kontinentale Meisterschaften für Asien, Europa und Amerika. Wegen der COVID-19-Pandemie wurden die Wettbewerbe 2020 und 2021 überwiegend online ausgetragen. 
Die teilnehmenden Teams und Spieler für die Turniere werden entweder direkt vom Turnierveranstalter eingeladen oder anhand von nationalen oder kontinentalen Qualifikationen bestimmt. In Ländern, in denen eine ESL Pro Series stattfindet, dient diese teilweise als Qualifikation.

## Disziplinen

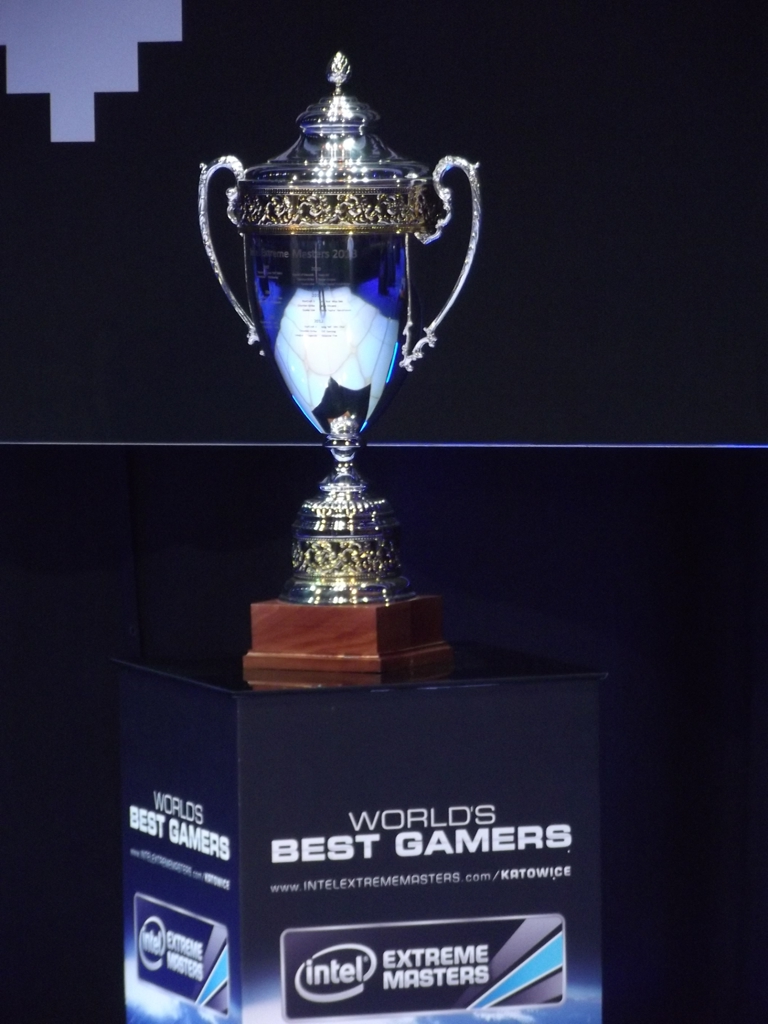
Trophäe der IEM

Im Laufe der Zeit wurden Wettbewerbe in folgenden Spielen ausgetragen:
| Spiel                            | Genre                    | Modus            | Spieleentwickler | Zeit im Programm der IEM                            |
| aktiv                            | aktiv                    | aktiv            | aktiv            | aktiv                                               |
| -------------------------------- | ------------------------ | ---------------- | ---------------- | --------------------------------------------------- |
| Counter-Strike 2                 | Ego-Shooter              | Teams (5v5)      | Valve            | seit Season 18                                      |
| StarCraft II                     | Echtzeit-Strategiespiel  | Einzel           | Blizzard         | seit Season 5                                       |
| ehemalig                         |                          |                  |                  |                                                     |
| Counter-Strike                   | Ego-Shooter              | Teams (5v5)      | Valve            | Season 1 bis 6                                      |
| Warcraft 3                       | Echtzeit-Strategiespiel  | Einzel           | Blizzard         | Season 1 und 2, sowie Season 4 und 5 (nur in China) |
| World of Warcraft                | MMORPG                   | Teams (3v3)      | Blizzard         | Season 3 und 4                                      |
| Quake Live                       | Ego-Shooter              | Einzel           | id Software      | Season 4 und 5                                      |
| DotA (WarCraft 3 Mod)            | MOBA/ARTS                | Teams (5v5)      | Blizzard         | Season 4 und 5 (nur in China)                       |
| League of Legends                | MOBA/ARTS                | Teams (5v5)      | Riot Games       | Season 6 bis 11 (vorher bereits ein Invitational)   |
| Hearthstone                      | Online-Sammelkartenspiel | Einzel           | Blizzard         | Season 8 und 9 (zwei Invitationals)                 |
| Counter-Strike: Global Offensive | Ego-Shooter              | Teams (5v5)      | Valve            | Season 10 bis 18                                    |
| Heroes of the Storm              | MOBA/ARTS                | Teams (5v5)      | Blizzard         | Season 10 (ein Invitational)                        |
| Overwatch                        | Ego-Shooter              | Teams (6v6)      | Blizzard         | Season 11 (ein Invitational)                        |
| CrossFire                        | Ego-Shooter              | Teams (5v5)      | SmileGate/NeoWiz | Season 11 (ein Invitational)                        |
| PlayerUnknown’s Battlegrounds    | Survival-Shooter         | Teams (4er, FFA) | Bluehole         | Season 12 (ein Invitational)                        |